# Ceai alb

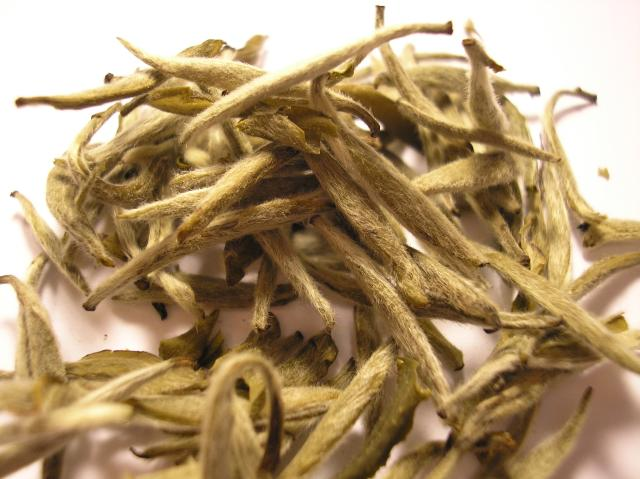
Frunze de ceai alb

Ceaiul alb este obținut din muguri albi și frunze selecționate, aburite și uscate cu atenție și provine din Camellia Sinensis. Se culeg doar frunzele tinere, acoperite cu un praf argintiu care devine alb după uscare, fapt care i-a conferit și numele ceaiului: „ceai alb”. 
Caracteristica sa de bază este procesarea minimă, care are ca rezultat un conținut mai mare de nutrienți decât la ceaiul verde sau cel negru. În procesul de producție al ceaiului alb, frunzele sunt mai puțin procesate și nu sunt lăsate sa se oxideze. Aceasta menține frunzele mai aproape de starea lor naturală, obținând astfel niște frunze de ceai cu o concentrație mai mare de antioxidanți.
Ceaiul alb este utilizat ca supliment în timpul curelor de slăbire, el fiind o sursă excelentă de aminoacizi si antioxidanți naturali. Este utilizat și ca adjuvant în tratarea diferitelor afecțiuni. 

## Tipuri de ceai alb
Există patru tipuri de ceai alb:
- Ming Mei („sprânceana zeului longevității”)

Este produs din frunzele cele mai tinere. Infuzia de Ming Mei prezintă o culoare pală și un gust ușor fructat.
- Bai Mu Dan („bujorul alb”)

Provine din provincia Fujian din  China. Se culege întotdeauna primăvara. Infuzia de Bai Mu Dan prezintă o culoare pală și un gust dulce.
- Yin Zen („ace de argint”)

Este un ceai foarte apreciat, recoltarea lui durând doar câteva zile. Infuzia de Yin Zen prezintă o culoare pală și un gust răcoritor. Este considerat ceaiul alb perfect.  
- Silvery Pekoe

Este un ceai alb cules doar primăvara. Este foarte apreciat și foarte rar, cu un gust delicat și persistent. 

## Istorie
În ceea ce privește locul unde a început prima producție a ceaiului alb, există mai multe opinii. O ipoteză este faptul că ceaiul alb a fost menționat pentru prima dată într-o publicație în limba engleză în anul 1876, fiind însă menționat ca și ceai negru datorită modalității de producere. Ceaiul alb, spre deosebire de cel verde nu este trecut imediat prin aburi pentru a dezactiva enzimele din interiorul frunzelor.

## Compoziție
Ceaiul alb, la fel ca și ceaiul verde și negru, provine din planta numită Camellia Sinensis. Conține polifenoli, o serie de fitonutrienți cărora li de datorează efectele benefice ale ceaiului alb pentru sănătate. 
Cantitatea de catechine pe care le conține diferă în funcție de tipul de ceai alb. Unele tipuri sunt mai bogate în catechine, ajungând să conțină o cantitate asemănătoare cu ceaiul verde. Aceste variații în ceea ce privește compoziția ceaiului alb se datorează în mare parte varietății plantei de ceai din care a fost făcut, tehnicii de cultivare și a modului de procesare.

## Procesul de producere
Procesul de bază pentru obținerea ceaiul alb cuprinde: recoltarea frunzelor tinere care încă sunt acoperite de puful alb caracteristic, aburirea și uscarea la aer, la soare sau uneori uscare mecanică. Procesul de oxidare este minimalizat. 
Ceaiul alb face parte din categoria ceaiurile care nu necesită rulare, aspectul lui rămânând unul natural. De aceea procesul de selecție a materiei prime este unul foarte exigent, fiind recoltate doar frunzele tinere. Acest criteriu conferă produsului finit proprietăți și calități superioare.   